# Liste der Außenminister von Guinea
Der Minister für Auswärtige Angelegenheiten der Republik Guinea ist ein Regierungsminister, der dem Außenministerium Guineas untersteht und für die Außenbeziehungen des Landes verantwortlich ist.
Das Folgende ist eine Liste von guinesische Außenministern seit der Gründung der guineischen Republik im Jahr 1958:
| Nr.  | Name (Lebensdaten)                    | Porträt | Amtszeit  |
| ---- | ------------------------------------- | ------- | --------- |
| 1    | Ahmed Sékou Touré (1922–1984)         |         | 1958–1961 |
| 2    | Louis Lansana Béavogui (1923–1984)    |         | 1961–1969 |
| 3    | Saïfoulaye Diallo (1923–1981)         |         | 1969–1972 |
| 4    | Fily Cissoko (* 1927)                 |         | 1972–1979 |
| 5    | Abdoulaye Touré (* um 1920; † 1985)   |         | 1979–1984 |
| 6    | Facinet Touré (1934–2021)             |         | 1984–1985 |
| 7    | Jean Traoré (1938–1999)               |         | 1985–1992 |
| 8    | Ibrahima Sylla (* 1943)               |         | 1992–1994 |
| 9    | Kozo Zoumanigui (* 1945)              |         | 1994–1996 |
| 10   | Lamine Camara                         |         | 1996–1999 |
| 11   | Zainoul Abidine Sanoussi (1942?–2001) |         | 1999–2000 |
| 12   | Mahawa Bangoura (* 1947)              |         | 2000–2002 |
| 13   | François Lonseny Fall (* 1949)        |         | 2002–2004 |
| 14   | Mamady Condé (* 1952)                 |         | 2004–2005 |
| 15   | Fatoumata Kaba (* 1959?)              |         | 2005–2006 |
| (14) | Mamady Condé (* 1952)                 |         | 2006–2007 |
| 16   | Kabèlè Abdoul Camara                  |         | 2007–2008 |
| 17   | Amadou Lamarana Bah                   |         | 2008–2009 |
| 18   | Alexandre Cécé Loua (* 1956)          |         | 2009–2010 |
| 19   | Bakary Fofana                         |         | 2010      |
| 20   | Edouard Niankoye Lamah                |         | 2010–2012 |
| (13) | François Lonseny Fall (* 1949)        |         | 2012–2016 |
| 21   | Makalé Camara (* 1956)                |         | 2016–2017 |
| 22   | Mamadi Touré (* 1952)                 |         | 2017–2021 |
| 23   | Ibrahima Khalil Kaba (* 1974)         |         | 2021      |
| 24   | Morissanda Kouyaté (* 1951)           |         | seit 2021 |